# Multivac
Multivac és el nom d'una computadora fictícia que apareix en moltes de les històries o contes d'Isaac Asimov, entre 1955 i 1975. D'acord amb la seva autobiografia In Memory Yet Green, Asimov va escollir el nom de Multivac com a referència a UNIVAC, la primera computadora mainframe fabricada als Estats Units. Mentre que inicialment, Asimov va pensar el nom per referir-se a "Multiple vacuum tubes (tubs de buit múltiples)”, en una de les seves últimes històries, "L'última pregunta", es llegeix que el sufix -ac vindria de "analog computer (computadora analògica)”.
Com la majoria de la tecnologia que Asimov descriu en la seva ficció, les especificacions de Multivac varien entre les seves diferents aparicions. En tots els casos, és una computadora operada pel govern, amb la finalitat de prendre decisions pel desenvopament del país. Se situa en instal·lacions subterrànies a gran profunditat com a mesura de seguretat; té un quilòmetre i mig de longitud. A diferència de les intel·ligències artificials representades en les seves sèries sobre Robots, la interfície de Multivac està mecanitzada i és impersonal -excepte en el relat "Tots els mals del món"-, consistint en complexes consoles d'instruccions que només uns pocs humans poden operar.
Tot i que la tecnologia depenia de voluminosos tubs de buit, el concepte -que tota la informació es podia contenir en un ordinador i accedir des d'un terminal domèstic- constitueix una primera referència a la possibilitat d'Internet (com a "Aniversari"). A "L'última pregunta", es mostra a Multivac una vida de molts milers d'anys, creixent cada vegada més enorme amb cada secció de la història, cosa que pot explicar les seves diferents mides reportades com que es produeixen més avall en la línia interna de la història general.

## Història
En el principi de la història de MULTIVAC, “Sufragi Universal”, MULTIVAC escull una sola persona “més representativa” de la població dels Estats Units, a qui la computadora interroga per determinar l'orientació general de la població del país. Després, s'omplen totes les oficines d'elecció amb els candidats que la computadora considera acceptable per la població. Asimov va escriure aquesta història com la culminació lògica –i/o possiblement el reductio ad absurdum– de l'habilitat d'UNIVAC per predir els resultats d'eleccions per a petites mostres.
En la possiblement més popular història de MULTIVAC, “L'última pregunta”, dos tècnics mitjanament embriacs li pregunten a MULTIVAC si la humanitat pot revertir l'entropia. MULTIVAC falla a respondre, mostrant el següent missatge d'error “DADES INSUFICIENTS PER A RESPOSTA ACLARIDORA”. La història continua a través de molt desenvolupament de tecnologia computacional, cadascuna més poderosa i etèria que l'última. A cadascuna d'aquestes computadores se li fa la mateixa pregunta, i cadascuna retorna la mateixa resposta d'error, fins que finalment l'univers mor. En aquest punt, el successor final de MULTIVAC –el COSMIC AC (que existeix totalment en l'hiperespai) ha recol·lectat totes les dades que ha pogut, i es fa la pregunta a si mateix. Finalment, MULTIVAC desxifra la resposta, anunciant “Faci's la llum!” i essencialment ascendint a un estat de Déu en l'antic testament, Asimov va declarar que aquesta era la favorita de les seves històries.
En “Tots els mals del món”, la versió de MULTIVAC revela un problema inesperat. Havent tingut el pes de tots els problemes de la humanitat en les seves espatlles –figuratives– per eres, s'ha cansat, i comença un pla per causar la seva pròpia mort.